# Louis-Robert Carrier-Belleuse
Louis-Robert Carrier-Belleuse (1848-1913)  foi um escultor e pintor francês, filho e aluno de Albert-Ernest Carrier-Belleuse. Foi cretivo e director da Faïencerie de Choisy-le-Roi.